# UEFA Nations League 2020–21 (hạng đấu C)
Giải vô địch bóng đá các quốc gia châu Âu 2020-21 (Hạng C) (tiếng Anh: 2020–21 UEFA Nations League C) là giải hạng nhất của phiên bản 2020-21 của Giải vô địch bóng đá các quốc gia châu Âu, mùa giải thứ hai của cuộc thi bóng đá quốc tế liên quan đến các đội tuyển nam quốc gia của 55 hiệp hội thành viên của UEFA.

## Thể thức
Do sự thay đổi thể thức từ mùa giải đầu tiên, Hạng C đã được mở rộng từ 15 lên 16 đội. Hạng C bao gồm các thành viên UEFA được xếp hạng từ 33–48 trong bảng xếp hạng tổng thể giải vô địch bóng đá các quốc gia châu Âu 2018–19, chia thành bốn bảng bốn đội. Mỗi đội tuyển sẽ thi đấu 6 trận đấu trong bảng của họ, sử dụng thể thức vòng tròn hai lượt tính điểm trên sân nhà và sân khách vào các ngày đấu gấp đôi vào tháng 9, tháng 10 và tháng 11 năm 2020. Đội đứng đầu mỗi bảng sẽ giành quyền lên chơi tại Hạng B mùa giải 2022-23 và đội xếp thứ tư của mỗi bảng sẽ phải thi đấu vòng play-out để tranh 2 suất xuống chơi tại Hạng D mùa giải 2022-23.

## Các đội tuyển

### Thay đổi đội tuyển
Dưới đây là thay đổi đội tuyển của Hạng C từ mùa giải 2018–19:
| Được thăng hạng từ Hạng D Nations League                      | Được thăng hạng từ Hạng D Nations League                                              |
| ------------------------------------------------------------- | ------------------------------------------------------------------------------------- |
| Đội dẫn đầu bảng: - Belarus - Gruzia - Kosovo - Bắc Macedonia | Sau khi thay đổi thể thức: - Armenia - Azerbaijan - Kazakhstan - Luxembourg - Moldova |

| Ban đầu lên hạng đến Hạng B Nations League               | Ban đầu lên hạng đến Hạng B Nations League                         |
| -------------------------------------------------------- | ------------------------------------------------------------------ |
| Đội dẫn đầu bảng: - Phần Lan - Na Uy - Scotland - Serbia | Sau khi thay đổi thể thức: - Bulgaria - Hungary - Israel - România |

Dưới đây là những thay đổi đội tuyển ban đầu thiết lập xảy ra trong Hạng C, nhưng sau khi không có đội tuyển nào bị xuống hạng do thay đổi thể thức bởi UEFA:
| Các đội thăng hạng đến Hạng B Nations League             |
| -------------------------------------------------------- |
| - Bắc Ireland - Cộng hòa Ireland - Slovakia - Thổ Nhĩ Kỳ |

| Ban đầu xuống hạng đến Hạng D Nations League |
| -------------------------------------------- |
| - Síp - Estonia - Litva - Slovenia           |

### Hạt giống
Trong danh sách truy cập 2020–21, các đội tuyển được xếp hạng của UEFA dựa trên bảng xếp hạng tổng thể Giải vô địch bóng đá các quốc gia 2018–19, với một sửa đổi nhỏ: các đội tuyển ban đầu được xuống hạng trong mùa giải trước được xếp hạng ngay dưới các đội tuyển được thăng hạng trước khi thay đổi thể thức. Các nhóm hạt giống cho giai đoạn giải đấu đã được xác nhận vào ngày 4 tháng 12 năm 2019, và được dựa trên bảng xếp hạng danh sách truy cập.
| Đội tuyển  | Hạng |
| ---------- | ---- |
| Hy Lạp     | 33   |
| Albania    | 34   |
| Montenegro | 35   |
| Gruzia     | 36   |

| Đội tuyển     | Hạng |
| ------------- | ---- |
| Bắc Macedonia | 37   |
| Kosovo        | 38   |
| Belarus       | 39   |
| Síp           | 40   |

| Đội tuyển  | Hạng |
| ---------- | ---- |
| Estonia    | 41   |
| Slovenia   | 42   |
| Litva      | 43   |
| Luxembourg | 44   |

| Đội tuyển  | Hạng |
| ---------- | ---- |
| Armenia    | 45   |
| Azerbaijan | 46   |
| Kazakhstan | 47   |
| Moldova    | 48   |

Lễ bốc thăm cho giai đoạn giải đấu sẽ diễn ra vào ngày 3 tháng 3 năm 2020, lúc 18:00 CET, ở Amsterdam, Hà Lan. Mỗi bảng sẽ chứa một đội tuyển từ mỗi nhóm.

## Các bảng
Thời gian là CET/CEST, như được liệt kê bởi UEFA (giờ địa phương, nếu khác nhau, nằm trong dấu ngoặc đơn).

### Bảng 1
| VT | Đội            | ST | T | H | B | BT | BB | HS | Đ  | Thăng hạng hoặc giành quyền tham dự |     | Montenegro | Luxembourg | Azerbaijan | Cộng hòa Síp |
| -- | -------------- | -- | - | - | - | -- | -- | -- | -- | ----------------------------------- | --- | ---------- | ---------- | ---------- | ------------ |
| 1  | Montenegro (P) | 6  | 4 | 1 | 1 | 10 | 2  | +8 | 13 | Thăng hạng đến Giải đấu B           |     | —          | 1–2        | 2–0        | 4–0          |
| 2  | Luxembourg     | 6  | 3 | 1 | 2 | 7  | 5  | +2 | 10 |                                     |     | 0–1        | —          | 0–0        | 2–0          |
| 3  | Azerbaijan     | 6  | 1 | 3 | 2 | 2  | 4  | −2 | 6  |                                     | 0–0 | 1–2        | —          | 0–0        |              |
| 4  | Síp (Q)        | 6  | 1 | 1 | 4 | 2  | 10 | −8 | 4  | Giành quyền vào play-out xuống hạng |     | 0–2        | 2–1        | 0–1        | —            |

| Azerbaijan      | 1–2      | Luxembourg                                      |
| --------------- | -------- | ----------------------------------------------- |
| - Sheydayev 44' | Chi tiết | - Krivotsyuk 49' (l.n.) - Rodrigues 73' (ph.đ.) |

| Síp | 0–2      | Montenegro         |
| --- | -------- | ------------------ |
|     | Chi tiết | - Jovetić 61', 74' |

| Síp | 0–1      | Azerbaijan     |
| --- | -------- | -------------- |
|     | Chi tiết | - Medvedev 29' |

| Luxembourg | 0–1      | Montenegro              |
| ---------- | -------- | ----------------------- |
|            | Chi tiết | - Bećiraj 90+3' (ph.đ.) |

| Luxembourg        | 2–0      | Síp |
| ----------------- | -------- | --- |
| - Sinani 12', 26' | Chi tiết |     |

| Montenegro                  | 2–0      | Azerbaijan |
| --------------------------- | -------- | ---------- |
| - Jovetić 9' - Ivanović 71' | Chi tiết |            |

| Azerbaijan | 0–0      | Síp |
| ---------- | -------- | --- |
|            | Chi tiết |     |

| Montenegro     | 1–2      | Luxembourg                   |
| -------------- | -------- | ---------------------------- |
| - Ivanović 34' | Chi tiết | - Muratović 42' - Sinani 86' |

| Azerbaijan | 0–0      | Montenegro |
| ---------- | -------- | ---------- |
|            | Chi tiết |            |

| Síp                         | 2–1      | Luxembourg            |
| --------------------------- | -------- | --------------------- |
| - Kastanos 34' (ph.đ.), 71' | Chi tiết | - Kousoulos 5' (l.n.) |

| Luxembourg | 0–0      | Azerbaijan |
| ---------- | -------- | ---------- |
|            | Chi tiết |            |

| Montenegro                                     | 4–0      | Síp |
| ---------------------------------------------- | -------- | --- |
| - Jovetić 14' - Boljević 25', 28' - Mugoša 60' | Chi tiết |     |

### Bảng 2
| VT | Đội           | ST | T | H | B | BT | BB | HS | Đ  | Thăng hạng hoặc giành quyền tham dự |     | Armenia | Bắc Macedonia | Gruzia | Estonia |
| -- | ------------- | -- | - | - | - | -- | -- | -- | -- | ----------------------------------- | --- | ------- | ------------- | ------ | ------- |
| 1  | Armenia (P)   | 6  | 3 | 2 | 1 | 9  | 6  | +3 | 11 | Thăng hạng đến Giải đấu B           |     | —       | 1–0           | 2–2    | 2–0     |
| 2  | Bắc Macedonia | 6  | 2 | 3 | 1 | 9  | 8  | +1 | 9  |                                     |     | 2–1     | —             | 1–1    | 2–1     |
| 3  | Gruzia        | 6  | 1 | 4 | 1 | 6  | 6  | 0  | 7  |                                     | 1–2 | 1–1     | —             | 0–0    |         |
| 4  | Estonia (Q)   | 6  | 0 | 3 | 3 | 5  | 9  | −4 | 3  | Giành quyền vào play-out xuống hạng |     | 1–1     | 3–3           | 0–1    | —       |

| Bắc Macedonia                                  | 2–1      | Armenia                    |
| ---------------------------------------------- | -------- | -------------------------- |
| - Alioski 6' (ph.đ.) - Nestorovski 39' (ph.đ.) | Chi tiết | - Barseghyan 90+5' (ph.đ.) |

| Estonia | 0–1      | Gruzia          |
| ------- | -------- | --------------- |
|         | Chi tiết | - Kacharava 33' |

| Armenia                        | 2–0      | Estonia |
| ------------------------------ | -------- | ------- |
| - Karapetian 43' - Wbeymar 65' | Chi tiết |         |

| Gruzia                    | 1–1      | Bắc Macedonia   |
| ------------------------- | -------- | --------------- |
| - Okriashvili 13' (ph.đ.) | Chi tiết | - Ristovski 33' |

| Armenia                                 | 2–2      | Gruzia                            |
| --------------------------------------- | -------- | --------------------------------- |
| - Bayramyan 6' - Mkhitaryan 89' (ph.đ.) | Chi tiết | - Kacharava 46' - Okriashvili 74' |

| Estonia                                  | 3–3      | Bắc Macedonia                               |
| ---------------------------------------- | -------- | ------------------------------------------- |
| - Sappinen 33', 61' - Liivak 76' (ph.đ.) | Chi tiết | - Kuusk 3' (l.n.) - Pandev 80' - Zajkov 88' |

| Estonia        | 1–1      | Armenia              |
| -------------- | -------- | -------------------- |
| - Sappinen 14' | Chi tiết | - K. Hovhannisyan 8' |

| Bắc Macedonia           | 1–1      | Gruzia              |
| ----------------------- | -------- | ------------------- |
| - Alioski 90+3' (ph.đ.) | Chi tiết | - Kvaratskhelia 74' |

| Estonia        | 1–1      | Armenia              |
| -------------- | -------- | -------------------- |
| - Sappinen 14' | Chi tiết | - K. Hovhannisyan 8' |

| Bắc Macedonia           | 1–1      | Gruzia              |
| ----------------------- | -------- | ------------------- |
| - Alioski 90+3' (ph.đ.) | Chi tiết | - Kvaratskhelia 74' |

| Armenia             | 1–0      | Bắc Macedonia |
| ------------------- | -------- | ------------- |
| - Hambardzumyan 55' | Chi tiết |               |

| Gruzia | 0–0      | Estonia |
| ------ | -------- | ------- |
|        | Chi tiết |         |

### Bảng 3
| VT | Đội          | ST | T | H | B | BT | BB | HS  | Đ  | Thăng hạng hoặc giành quyền tham dự |     | Slovenia | Hy Lạp | Kosovo | Moldova |
| -- | ------------ | -- | - | - | - | -- | -- | --- | -- | ----------------------------------- | --- | -------- | ------ | ------ | ------- |
| 1  | Slovenia (P) | 6  | 4 | 2 | 0 | 8  | 1  | +7  | 14 | Thăng hạng đến Giải đấu B           |     | —        | 0–0    | 2–1    | 1–0     |
| 2  | Hy Lạp       | 6  | 3 | 3 | 0 | 6  | 1  | +5  | 12 |                                     |     | 0–0      | —      | 0–0    | 2–0     |
| 3  | Kosovo       | 6  | 1 | 2 | 3 | 4  | 6  | −2  | 5  |                                     | 0–1 | 1–2      | —      | 1–0    |         |
| 4  | Moldova (Q)  | 6  | 0 | 1 | 5 | 1  | 11 | −10 | 1  | Giành quyền vào play-out xuống hạng |     | 0–4      | 0–2    | 1–1    | —       |

| Moldova          | 1–1      | Kosovo        |
| ---------------- | -------- | ------------- |
| - Nicolaescu 20' | Chi tiết | - Kololli 71' |

| Slovenia | 0–0      | Hy Lạp |
| -------- | -------- | ------ |
|          | Chi tiết |        |

| Slovenia    | 1–0      | Moldova |
| ----------- | -------- | ------- |
| - Bohar 28' | Chi tiết |         |

| Kosovo           | 1–2      | Hy Lạp                    |
| ---------------- | -------- | ------------------------- |
| - B. Berisha 82' | Chi tiết | - Limnios 2' - Siovas 51' |

| Hy Lạp                                   | 2–0      | Moldova |
| ---------------------------------------- | -------- | ------- |
| - Bakasetas 45+3' (ph.đ.) - Mantalos 50' | Chi tiết |         |

| Kosovo | 0–1      | Slovenia     |
| ------ | -------- | ------------ |
|        | Chi tiết | - Vučkić 22' |

| Hy Lạp | 0–0      | Kosovo |
| ------ | -------- | ------ |
|        | Chi tiết |        |

| Moldova | 0–4      | Slovenia                                           |
| ------- | -------- | -------------------------------------------------- |
|         | Chi tiết | - Lovrić 8' - Vučkić 37' (ph.đ.), 42', 55' (ph.đ.) |

| Moldova | 0–2      | Hy Lạp                          |
| ------- | -------- | ------------------------------- |
|         | Chi tiết | - Fortounis 32' - Bakasetas 41' |

| Slovenia                            | 2–1      | Kosovo       |
| ----------------------------------- | -------- | ------------ |
| - Kurtić 63' - Iličić 90+4' (ph.đ.) | Chi tiết | - Muriqi 58' |

| Hy Lạp | 0–0      | Slovenia |
| ------ | -------- | -------- |
|        | Chi tiết |          |

| Kosovo         | 1–0      | Moldova |
| -------------- | -------- | ------- |
| - Kastrati 31' | Chi tiết |         |

### Bảng 4
| VT | Đội            | ST | T | H | B | BT | BB | HS | Đ  | Thăng hạng hoặc giành quyền tham dự |     | Albania | Belarus | Litva | Kazakhstan |
| -- | -------------- | -- | - | - | - | -- | -- | -- | -- | ----------------------------------- | --- | ------- | ------- | ----- | ---------- |
| 1  | Albania (P)    | 6  | 3 | 2 | 1 | 8  | 4  | +4 | 11 | Thăng hạng đến Giải đấu B           |     | —       | 3–2     | 0–1   | 3–1        |
| 2  | Belarus        | 6  | 3 | 1 | 2 | 10 | 8  | +2 | 10 |                                     |     | 0–2     | —       | 2–0   | 2–0        |
| 3  | Litva          | 6  | 2 | 2 | 2 | 5  | 7  | −2 | 8  |                                     | 0–0 | 2–2     | —       | 0–2   |            |
| 4  | Kazakhstan (Q) | 6  | 1 | 1 | 4 | 5  | 9  | −4 | 4  | Giành quyền vào play-out xuống hạng |     | 0–0     | 1–2     | 1–2   | —          |

| Litva | 0–2      | Kazakhstan                  |
| ----- | -------- | --------------------------- |
|       | Chi tiết | - Zaynutdinov 4' - Kuat 86' |

| Belarus | 0–2      | Albania                     |
| ------- | -------- | --------------------------- |
|         | Chi tiết | - Cikalleshi 23' - Bare 78' |

| Kazakhstan     | 1–2      | Belarus                          |
| -------------- | -------- | -------------------------------- |
| - Aimbetov 62' | Chi tiết | - Bardachow 53' - Lisakovich 86' |

| Albania | 0–1      | Litva            |
| ------- | -------- | ---------------- |
|         | Chi tiết | - Kazlauskas 51' |

| Kazakhstan | 0–0      | Albania |
| ---------- | -------- | ------- |
|            | Chi tiết |         |

| Litva                          | 2–2      | Belarus                                 |
| ------------------------------ | -------- | --------------------------------------- |
| - Novikovas 7' - Laukžemis 75' | Chi tiết | - Lisakovich 59' (ph.đ.) - Sachywka 66' |

| Litva | 0–0      | Albania |
| ----- | -------- | ------- |
|       | Chi tiết |         |

| Belarus                            | 2–0      | Kazakhstan |
| ---------------------------------- | -------- | ---------- |
| - Yablonskiy 36' - Yuzepchuk 90+3' | Chi tiết |            |

| Albania                                            | 3–1      | Kazakhstan   |
| -------------------------------------------------- | -------- | ------------ |
| - Cikalleshi 16' - Ismajli 23' - Manaj 63' (ph.đ.) | Chi tiết | - Abiken 25' |

| Belarus                     | 2–0      | Litva |
| --------------------------- | -------- | ----- |
| - Yablonskiy 5' - Ebong 20' | Chi tiết |       |

| Albania                                   | 3–2      | Belarus                   |
| ----------------------------------------- | -------- | ------------------------- |
| - Cikalleshi 20', 27' (ph.đ.) - Manaj 44' | Chi tiết | - Skavysh 35' - Ebong 80' |

| Kazakhstan     | 1–2      | Litva                              |
| -------------- | -------- | ---------------------------------- |
| - Aimbetov 38' | Chi tiết | - Vorobjovas 40' - Novikovas 90+4' |

## Vòng play-off
2 đội thắng ở vòng này sẽ ở lại Hạng C mùa giải 2022-23, còn 2 đội thua sẽ xuống chơi tại Hạng D mùa giải 2022-23.
Thời gian là CET/CEST, như được liệt kê bởi UEFA (giờ địa phương, nếu khác nhau, nằm trong dấu ngoặc đơn).

### Kết quả
| Đội 1   | TTS         | Đội 2      | Lượt đi | Lượt về      |
| ------- | ----------- | ---------- | ------- | ------------ |
| Moldova | 2–2 (4–5 p) | Kazakhstan | 1–2     | 1–0 (s.h.p.) |
| Estonia | 0–2         | Síp        | 0–0     | 0–2          |

### Các trận đấu
| Moldova            | 1–2      | Kazakhstan                      |
| ------------------ | -------- | ------------------------------- |
| - Nicolaescu 45+1' | Chi tiết | - Malyi 63' - Posmac 79' (l.n.) |

| Kazakhstan                                                                 | 0–1 (s.h.p.) | Moldova                                                           |
| -------------------------------------------------------------------------- | ------------ | ----------------------------------------------------------------- |
|                                                                            | Chi tiết     | - Armaș 13'                                                       |
| Loạt sút luân lưu                                                          |              |                                                                   |
| - Abiken - Beysebekov - Dosmagambetov - Zaynutdinov - Zhaksylykov - Zhukov | 5–4          | - Caimacov - Armaș - Mandrîcenco - Crăciun - Nicolaescu - Revenco |

Tổng tỉ số là 2–2. Kazakhstan thắng 5–4 bằng loạt đá luân lưu 11m và thăng lên hạng đấu C, trong đó Moldova xuống hạng tới hạng đấu D.
| Estonia | 0–0      | Síp |
| ------- | -------- | --- |
|         | Chi tiết |     |

| Síp                          | 2–0      | Estonia |
| ---------------------------- | -------- | ------- |
| - Tzionis 19' - Sotiriou 51' | Chi tiết |         |

Síp thắng với tổng tỉ số 2–0 on và thăng lên hạng đấu C, trong đó Estonia xuống hạng tới hạng đấu D.

## Danh sách cầu thủ ghi bàn
4 bàn
- Sokol Cikalleshi
- Rauno Sappinen
- Stevan Jovetić
- Haris Vučkić

3 bàn
- Danel Sinani

2 bàn
- Rey Manaj
- Max Ebong
- Vitaly Lisakovich
- Yevgeniy Yablonskiy
- Grigoris Kastanos
- Nika Kacharava
- Tornike Okriashvili
- Anastasios Bakasetas
- Abat Aimbetov
- Arvydas Novikovas
- Ion Nicolaescu
- Aleksandar Boljević
- Igor Ivanović
- Ezgjan Alioski

1 bàn
- Keidi Bare
- Ardian Ismajli
- Sargis Adamyan
- Tigran Barseghyan
- Khoren Bayramyan
- Gevorg Ghazaryan
- Hovhannes Hambardzumyan
- Kamo Hovhannisyan
- Aleksandre Karapetian
- Henrikh Mkhitaryan
- Wbeymar
- Maksim Medvedev
- Ramil Sheydayev
- Maksim Bardachow
- Alyaksandr Sachywka
- Maksim Skavysh
- Roman Yuzepchuk
- Pieros Sotiriou
- Marinos Tzionis
- Frank Liivak
- Khvicha Kvaratskhelia
- Valeri Qazaishvili
- Kostas Fortounis
- Dimitris Limnios
- Petros Mantalos
- Dimitris Siovas
- Aybol Abiken
- Islambek Kuat
- Serhiy Malyi
- Baktiyar Zaynutdinov
- Bernard Berisha
- Kastrati
- Benjamin Kololli
- Vedat Muriqi
- Donatas Kazlauskas
- Karolis Laukžemis
- Modestas Vorobjovas
- Edvin Muratović
- Gerson Rodrigues
- Igor Armaș
- Fatos Bećiraj
- Stefan Mugoša
- Ilija Nestorovski
- Goran Pandev
- Stefan Ristovski
- Vlatko Stojanovski
- Ivan Trichkovski
- Gjoko Zajkov
- Damjan Bohar
- Josip Iličić
- Jasmin Kurtić
- Sandi Lovrić

1 bàn phản lưới nhà
- Anton Krivotsyuk (trong trận gặp Luxembourg)
- Ioannis Kousoulos (trong trận gặp Luxembourg)
- Märten Kuusk (trong trận gặp Bắc Macedonia)
- Veaceslav Posmac (trong trận gặp Kazakhstan)

## Bảng xếp hạng tổng thể
16 đội tuyển của Hạng B sẽ được xếp hạng từ hạng 33 đến hạng 48 tổng thể trong Giải vô địch bóng đá các quốc gia châu Âu 2020–21 theo các quy tắc sau đây:
- Các đội tuyển hoàn thành thứ nhất trong các bảng sẽ được xếp hạng từ hạng 33 đến hạng 36 theo kết quả của giai đoạn giải đấu.
- Các đội tuyển hoàn thành thứ hai trong các bảng sẽ được xếp hạng từ hạng 37 đến hạng 40 theo kết quả của giai đoạn giải đấu.
- Các đội tuyển hoàn thành thứ ba trong các bảng sẽ được xếp hạng từ hạng 41 đến hạng 44 theo kết quả của giai đoạn giải đấu.
- Các đội tuyển hoàn thành thứ tư trong các bảng sẽ được xếp hạng từ hạng 45 đến hạng 48 theo kết quả của giai đoạn giải đấu.

| Hạng | Bg | Đội           | ST | T | H | B | BT | BB | HS  | Đ  |
| ---- | -- | ------------- | -- | - | - | - | -- | -- | --- | -- |
| 33   | C3 | Slovenia      | 6  | 4 | 2 | 0 | 8  | 1  | +7  | 14 |
| 34   | C1 | Montenegro    | 6  | 4 | 1 | 1 | 10 | 2  | +8  | 13 |
| 35   | C4 | Albania       | 6  | 3 | 2 | 1 | 8  | 4  | +4  | 11 |
| 36   | C2 | Armenia       | 6  | 3 | 2 | 1 | 9  | 6  | +3  | 11 |
|      |    |               |    |   |   |   |    |    |     |    |
| 37   | C3 | Hy Lạp        | 6  | 3 | 3 | 0 | 6  | 1  | +5  | 12 |
| 38   | C4 | Belarus       | 6  | 3 | 1 | 2 | 10 | 8  | +2  | 10 |
| 39   | C1 | Luxembourg    | 6  | 3 | 1 | 2 | 7  | 5  | +2  | 10 |
| 40   | C2 | Bắc Macedonia | 6  | 2 | 3 | 1 | 9  | 8  | +1  | 9  |
|      |    |               |    |   |   |   |    |    |     |    |
| 41   | C4 | Litva         | 6  | 2 | 2 | 2 | 5  | 7  | −2  | 8  |
| 42   | C2 | Gruzia        | 6  | 1 | 4 | 1 | 6  | 6  | 0   | 7  |
| 43   | C1 | Azerbaijan    | 6  | 1 | 3 | 2 | 2  | 4  | −2  | 6  |
| 44   | C3 | Kosovo        | 6  | 1 | 2 | 3 | 4  | 6  | −2  | 5  |
|      |    |               |    |   |   |   |    |    |     |    |
| 45   | C4 | Kazakhstan    | 6  | 1 | 1 | 4 | 5  | 9  | −4  | 4  |
| 46   | C1 | Síp           | 6  | 1 | 1 | 4 | 2  | 10 | −8  | 4  |
| 47   | C2 | Estonia       | 6  | 0 | 3 | 3 | 5  | 9  | −4  | 3  |
| 48   | C3 | Moldova       | 6  | 0 | 1 | 5 | 1  | 11 | −10 | 1  |